# Bailliage und Sénéchaussée

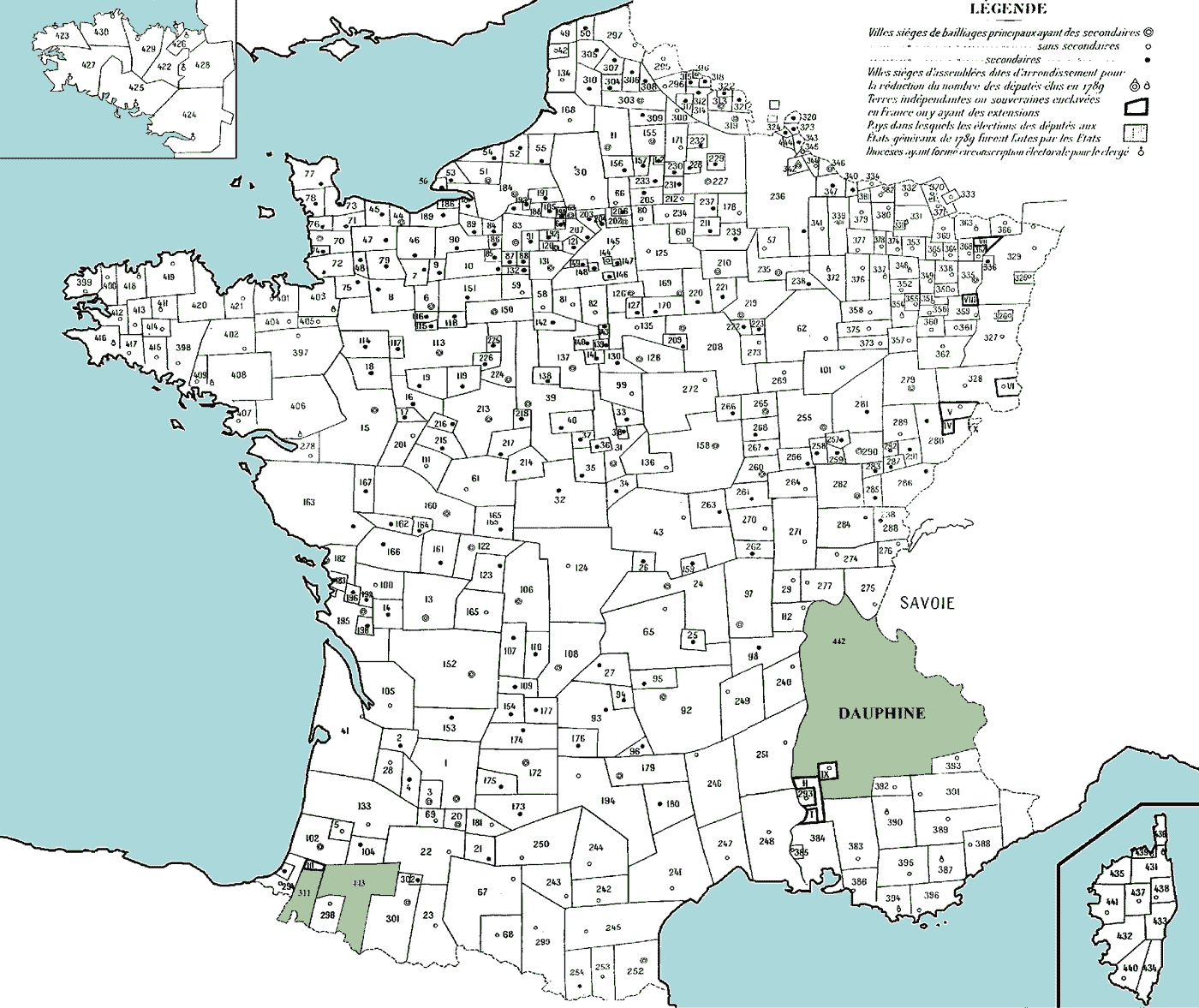
Einteilung Frankreichs in Bailliages und Sénéchaussées im Jahr 1789

Im Frankreich des Ancien Régime war der Bailli (oder Bayle) ein feudaler Beamter, der vom Grundherrn mit Verwaltungs-, Steuer-, Polizei- und Justizaufgaben betraut worden war. Das Amt und später auch der Bezirk des Bailli wurden Bailliage genannt. In Südfrankreich bis nach Anjou und Maine wurden die gleichen Beauftragten als Sénéchaux (Einzahl Sénéchal) bezeichnet, ihr Amtsbezirk als Sénéchaussée.
Je nach Region nahmen die Baillis stark unterschiedliche Aufgaben wahr:
- In der Grafschaft Provence des 12. Jahrhunderts hatte der Bailli die Amtsgewalt eines tatsächlichen Gouverneurs.
- Im 13. Jahrhundert beaufsichtigten die Baillis des Grafen Alfons von Poitiers die dem Grafen von Toulouse unterstehenden Feudalherren.
- In der Dauphiné waren die Baillis um militärische Aufgaben aufgewertete Kastellane.
- Im Herzogtum Bretagne entsprachen die Bailliages ab dem 12. Jahrhundert weitgehend den alten Grafschaften.

## Geschichte
Die königlichen Baillis waren anfangs, d. h. zur Zeit des Königs Philipp II. Ende des 12. Jahrhunderts, Beauftragte des Monarchen, denen die Überwachung der Arbeit der Vögte (Prévôts) bzw. (in der Normandie) der Vicomtes oblag, ohne eine regionale Zuständigkeit zu haben. Diese ergab sich erst in der Zeit des Königs Ludwig IX., also ab 1226, wobei eine regionale Struktur noch nicht gegeben war: definierte Bailliages entstanden erst zwischen 1230 und 1260. Als Repräsentant des Königs in einem Teil der Domaine royal wurde der Bailli schnell der Vollstrecker des königlichen Willens gegenüber den regionalen Herren, auch in angrenzenden Gebieten, die nicht zum Besitz des Königs gehörten: Der Bailli von Vermandois spielte eine bedeutende Rolle in der Grafschaft Flandern, der Bailli von Mâcon in Lyon.
Die Institution des Bailli wurde rasch in weiteren Fürstentümern übernommen. Der Herzog von Burgund setzte Baillis ein, die vor allem als Richter fungierten: einen im Jahr 1239, drei weitere 1262, einen fünften 1266. Ihre Anzahl vervielfachte sich im 14. Jahrhundert. Die Freigrafschaft Burgund teilte Philipp IV. 1333 in die Bailliage d’Amont (Hauptstadt Vesoul) und die Bailliage d’Aval (Salins); 1422 richtete Herzog Philipp der Gute die Bailliage du Milieu (Dole) ein (1676 wurde Besançon als weitere Bailliage aus Amont und Milieu ausgegliedert). Das Herzogtum Lothringen war in die bailliages d'Allemagne (mit Sitz in Wallerfangen, später Saargemünd), François (Nancy) und de Vôge (Mirecourt) eingeteilt.
Der wesentliche Unterschied zwischen den nordfranzösischen Baillis und den südfranzösischen Sénéchaux (im Karolingerreich war der Seneschall der höchste Beamte des Hofes) liegt nicht in den Aufgaben, sondern in den Personen. Bei den Sénéchaux handelte es sich zumeist um Angehörige der alten Adelsfamilien, die das Amt oft nur vorübergehend wahrnahmen, während es sich bei den Baillis im Allgemeinen um Berufsbeamte handelte, die häufig nach einer Karriere in mehreren Bailliages in die Zentralverwaltung oder die zentrale Jurisdiktion befördert wurden.
Ende des 15. Jahrhunderts waren die Sénéchaux gegenüber den Baillis höher angesehen, und die Unterscheidung zwischen Nord und Süd spielte nur noch eine untergeordnete Rolle. König Ludwig XI. hatte 1451 einen Seneschall der Normandie (Louis de Brézé), 1477 Sénéchaux im Artois und im Boulonnais sowie einen erblichen Seneschall in Burgund, ernannte sogar mit Philippe Pot einen „Grand Sénéchal de Bourgogne“ (allerdings wurde dieser Titel nur dieses eine Mal vergeben). Im Roussillon und in der Cerdagne ernannte Ludwig XI. 1461 einen Seneschall. Der Titel „Grand Sénéchal de Provence“ blieb nach der Vereinigung der Provence mit Frankreich bestehen.
Die Stadt Paris war ein Sonderfall. Von Philipp II. bis Ludwig IX. gab es hier zwei königliche Amtsträger, die üblicherweise aus der städtischen Bürgerschaft ernannt wurden, Prévôts (Vögte), die sich die Aufgabe teilten: einer fungierte als Richter, der andere als Steuereinnehmer. Ludwig IX. schließlich fasste die beiden Aufgaben wieder zusammen und ernannte mit Étienne Boileau einen Garde de la Prévôté de Paris, für den das Grand Châtelet vergrößert und modernisiert wurde.
Ab dem 14. Jahrhundert amtierten Personen als Bailli oder Seneschall, die weitere Aufgaben fernab von ihrem Einsatzort wahrzunehmen hatten: der Marschall Boucicaut, Robert von Clermont, Regnaud d’Aubigny oder Jean de Bonnay, Sénéchaux de Toulouse. Einige werden ausdrücklich in Anerkennung ihrer Verdienste (zumeist in der Armee) ernannt, der „Bâtard de Bourbon“ erhielt die Sénéchaussée de Toulouse mit einigen weiteren Ämtern, um ihm ein Einkommen zu sichern. Der Marschall Gilbert Motier de La Fayette versah das Amt des Seneschalls von Beaucaire zwei Jahre lang interimsmäßig. Marschall Jean de Baudricourt war gleichzeitig Bailli von Chaumont und Chalon, später gleichzeitig Gouverneur des Herzogtums Burgund und Bailli von Chaumont. Der Herzog von Bedford ernannte für Paris französische Baillis, für Évreux 1434 jedoch den Engländer Roland Scandish, sogar ohne den üblichen Eid zu verlangen, da der neue Bailli als Kapitän bei der Armee zwischen Loire und Ärmelkanal diente und dort unabkömmlich war.
Umgekehrt hatten einige Bailliages gleichzeitig mehrere Baillis, die sich die Einkünfte aus diesem Amt teilten: in Amiens wurde Robert de la Boye am 22. Oktober 1391 wegen ständiger Abwesenheit abgesetzt, während sein Nachfolger Thibaut de la Boissière bereits seit 1390 ernannt war, und Ferry de Hangest, Bailli seit 1407, der nacheinander gemeinsam mit David de Brimeu, Seigneur de Humbercourt (1410) und Philippe d‘Auxy (1411) amtierte (David de Brimeu wurde 1415 ein zweites und 1417 ein drittes Mal zum Bailli von Amiens ernannt, ab 1408 wiederum mit Ferry de Hangest). Des Weiteren wurde – immer noch in Amiens zur gleichen Zeit – die Aufgabe offenbar innerhalb weniger miteinander verschwägerten Familien weitergereicht: Thibaut de la Boissière (1390), Jean de Bains (1393), Guillaume Tournebeuf (1399), Jean de Bains (1401, 2. Mal), Thibaut de la Boissière (1402, 2. Mal), Jean de Bains (1403, 3. Mal), David de Brimeu (1415 und 1417 – wie erwähnt – zum 2. und 3. Mal) und als sein Nachfolger dessen Verwandter Denis de Brimeu. Übertroffen wurde dieses Spiel dann von Regnaut de Longueval (Bailli 1435–1456) und seinem Sohn Artus de Longueval (Bailli 1456–1496), die das Amt 60 Jahre in der Familie halten konnten.
Ähnlich im Cotentin: Robert de Montauban, Bailli 1415–1417, Arthur de Montauban, Bailli 1450–1451, und Jean de Montauban, Bailli 1451–1455. Arthur de Montauban trat das Amt an seinen Bruder Jean ab, um sich geistlichen Ämtern zu widmen – er wurde 1467 Erzbischof von Bordeaux. In Melun folgten aufeinander: Philippe de Melun (ab 1435), dann sein Bruder Charles und schließlich dessen Sohn Antoine. In Évreux schließlich war das Amt Ende des 15. Jahrhunderts fest in der Hand der Familie Hangest.
In der Touraine findet man: Jean du Fou (Bailli 1480–1483), Guy Pot (1483–1484), erneut Jean du Fou (1484), dann dessen Bruder Yves (seit 1484), der sein Amt als Seneschall von Poitou (1473–1488) deswegen nicht aufgab – aber dennoch mehrere Nachfolger hatte; Jean du Fou kehrte 1488 ins Amt zurück, sein Nachfolger wurde 1492 erneut Guy Pot.
Zu dieser Zeit bestand das Amt noch real, sofern nicht bereits ein Capitaine général oder Lieutenant-général des Königs vorhanden war. In der Mitte des 15. Jahrhunderts gab es jedoch eine Reihe von Baillis als reine Titelträger, von denen auch keine Anwesenheit mehr erwartet wurde: das Amt bezahlte ihre Dienste an anderen Stellen, vor allem in der Armee, bei denen ihnen vor allem Kosten entstanden; so im Poitou Pierre de Brézé und Philippe de Commynes, in Montpellier Philippe Cousinot und François d’Este. Amaury de Craon tauschte 1331 beim König das Amt des Seneschalls von Maine samt einer Zuweisung von 10000 Livre gegen eine Jahresrente von 1500 Livre.
Auch hier war die Entwicklung in der Stadt Paris anders als im Rest des Landes: der Garde de la Prévôté de Paris blieb eine bedeutende Funktion mit der Verantwortung für die Ordnung in der Hauptstadt, auch wenn ihm für die Jurisdiktion zwei Stellvertreter (Lieutenants) beigegeben wurden: je einer für die zivile und die Kriminaljustiz, wodurch dem Bailli mit der Zeit diese Aufgabe tatsächlich abhandenkam.
1551 schuf König Heinrich II. je Bailliage oder Sénéchaussée eine Bailliage présidial, keine neue Verwaltungs-, sondern lediglich eine zwischen Bailliage und Parlement eingeschobene Justizebene, um sein Gerichtssystem zu stärken. Die Bailliages und Présidiaux waren erstinstanzliche Gerichte für bestimmte Verbrechen, die der Blutgerichtsbarkeit vergleichbar und zuvor in die Kompetenz des lokalen Adels gefallen waren: Sakrileg, Majestätsbeleidigung, Entführung, Vergewaltigung, Ketzerei, Geldfälschung, Aufruhr, Aufstand und illegaler Waffenbesitz. 1764 wurde ihre Zahl auf 100 erhöht.
Am Vorabend der Revolution wurden auf Basis der Bailliages die Wahlkreise für die Generalstände etabliert. Durch ein Edikt vom 24. Januar 1789 wurden vom König mehr als 400 Bezirke geschaffen. Mit dem Dekret vom 22. Dezember 1789 wurde – jetzt von der Verfassunggebenden Versammlung – die Auflösung der Bailliages und Sénéchaussées (sowie der Bailliages présidiaux) und die Einrichtung der Départements beschlossen.

## Liste einiger Bailliages und Sénéchaussées

Karte der Provinz Anjou mit Untergliederungen in Sénéchaussées im Jahr 1789

Ende des Mittelalters gab es Bailliages, die offensichtlich von äußerst unterschiedlicher Größe waren und von denen einige nur kurze Zeit bestanden.
- Alençon
- Amboise
- Amiens
- Autun
- Montagnes de Haute-Auvergne
- Auxerre
- Auxois
- Baronnies
- Bar-sur-Seine
- Beaumont-le-Roger
- Berry
- Blois
- Briançonnais
- Caen
- Seneschallat Carcassonne
- Caux
- Chalon-sur-Saône
- Chartres
- Chaumont
- Cotentin
- Dijon
- Dourdan
- Embrunais
- Épinal
- Étampes
- Évreux
- Gapençais
- Gévaudan
- Gisors
- Grésivaudan
- Lille
- Mâcon
- Mantes
- Meaux
- Melun
- La Montagne en Bourgogne
- Montargis
- Montferrand (heute Ortsteil von Clermont-Ferrand) et Usson
- Montfort-l’Amaury
- Montrichard
- Nemours
- Normandie
- Noyers
- Orléans
- Paris (Prévôté et Vicomté de Paris)
- Péronne, Montdidier et Roye
- Rouen
- Saint-Pierre-le-Moûtier
- Senlis
- Sens
- Sézanne
- Touraine
- Tournai
- Troyes
- Velay
- Vermandois
- Viennois (La Tour-du-Pin)
- Viennois (Valentinois)
- Vitry-en-Perthois
- Vivarais